# Puștiul (film din 1962)
Puștiul este un film dramatic românesc din 1962 regizat de Elisabeta Bostan. Este primul film de lungmetraj al regizoarei. Rolurile principale au fost interpretate de actorii Corina Constantinescu, Gheorghe Bejan și George Mărutză.

## Distribuție
Distribuția filmului este alcătuită din:
- Corina Constantinescu — dna Pop, mama lui Dan, laborantă din Brașov
- Gheorghe Bejan — Dan Pop, elev în clasa I-a, sportiv pasionat
- George Mărutză — profesorul doctor, medic chirurg cardiolog la Spitalul nr. 2 din București (menționat George Măruță)
- Ștefan Berenghi — Sandu Pop, fratele mai mic al lui Dan
- Tatiana Iekel — învățătoarea lui Dan
- Sandu Sticlaru — nea Nicu, șoferul de camion cu care s-a împrietenit Dan
- Mircea Constantinescu — medicul școlii
- Constantin Codrescu — medicul cardiolog de la București
- Gheorghe Subovici — elevul Nelu, colegul lui Dan
- Sorin Mihălțeanu — elevul Petre Opriș, colegul lui Dan
- Dan Georgescu — elevul Ștefan, colegul lui Dan, băiatul care nu vrea să împrumute bicicleta
- Cezar Tătaru — elevul Jan Stoica, colegul și rivalul lui Dan
- Eugenia Eftimie — garderobiera spitalului

## Primire
Filmul a fost vizionat de 1.591.668 de spectatori în cinematografele din România, după cum atestă o situație a numărului de spectatori înregistrat de filmele românești de la data premierei și până la data de 31 decembrie 2014 alcătuită de Centrul Național al Cinematografiei.